# Condado de Pottawatomie (Oklahoma)
El condado de Pottawatomie (en inglés: Pottawatomie County), fundado en 1891, es un condado del estado estadounidense de Oklahoma. En el año 2000 tenía una población de 65.521 habitantes con una densidad de población de 32 personas por km². La sede del condado es Shawnee.

## Geografía
Según la oficina del censo el condado tiene una superficie total de 2055 km² (793,4 mi²), de los que 2040 km² (787,6 mi²) son tierra y 14 km² (5,4 mi²) (0,7%) son agua.

### Condados adyacentes
- Condado de Lincoln - norte
- Condado de Okfuskee - noreste
- Condado de Seminole - este
- Condado de Pontotoc - sureste
- Condado de McClain - suroeste
- Condado de Cleveland - oeste
- Condado de Oklahoma - noroeste

## Demografía
Según el censo del 2000 la renta per cápita media de los habitantes del condado era de 31.573 dólares y el ingreso medio de una familia era de 38.162 dólares. En el año 2000 los hombres tenían unos ingresos anuales 31.104 dólares frente a los 21.460 dólares que percibían las mujeres. El ingreso por habitante era de 15.972 dólares y alrededor de un 14,60% de la población estaba bajo el umbral de pobreza nacional.

## Ciudades y pueblos
- Asher
- Bellemont
- Bethel Acres
- Brooksville
- Earlsboro
- Johnson
- Macomb
- Maud
- McLoud
- Oklahoma City (de modo parcial)
- Pink
- Shawnee
- St. Louis
- Tecumseh
- Tribbey
- Wanette